# 21529 Johnjames
21529 Johnjames (1998 MF37) là một tiểu hành tinh vành đai chính được phát hiện ngày 26 tháng 6 năm 1998 bởi nhóm nghiên cứu tiểu hành tinh gần Trái Đất phòng thí nghiệm Lincoln ở Socorro.